# Ichneumon approximans
Ichneumon approximans är en stekelart som beskrevs av Léon Abel Provancher 1886. Ichneumon approximans ingår i släktet Ichneumon och familjen brokparasitsteklar. Inga underarter finns listade i Catalogue of Life.